# 小林誠 (物理学者)

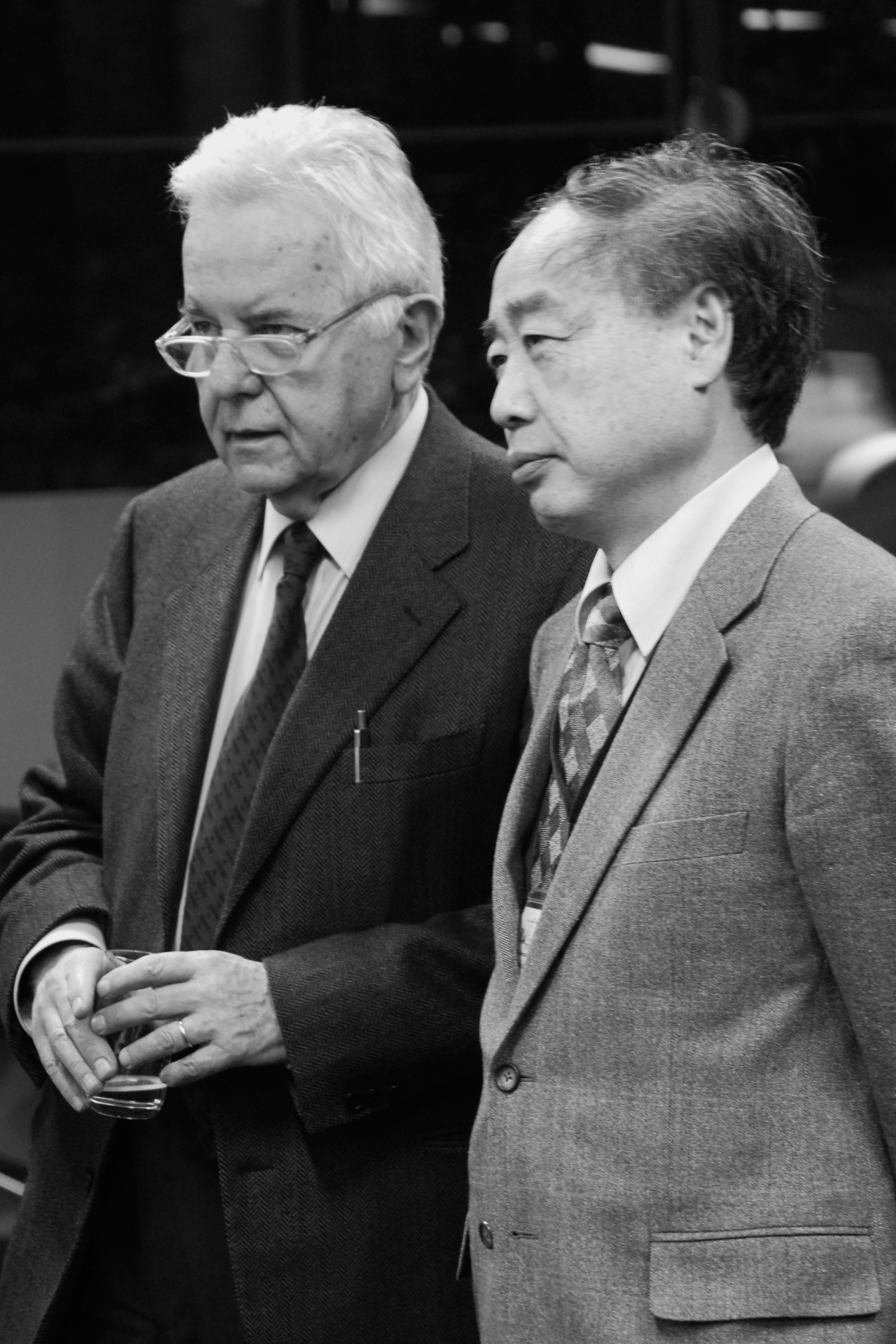
イタリア国立核物理学研究所所長ニコラ・カビボ（左）と

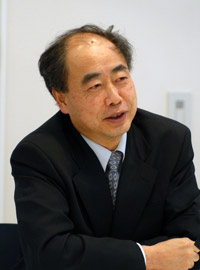
2008年

小林 誠（こばやし まこと、1944年〈昭和19年〉4月7日 - ）は、日本の理論物理学者。素粒子理論を専門分野とし、小林の名が付けられた「CKM行列 (Cabibbo-Kobayashi-Maskawa matrix)」や「小林・益川理論」で知られる。ノーベル物理学賞、日本学士院賞受賞。文化功労者、文化勲章受章者。名古屋大学の特別教授および素粒子宇宙起源研究機構諮問委員会座長、高エネルギー加速器研究機構の特別栄誉教授、独立行政法人日本学術振興会の理事および学術システム研究センター所長、財団法人国際高等研究所のフェローを務める。

## 人物・来歴

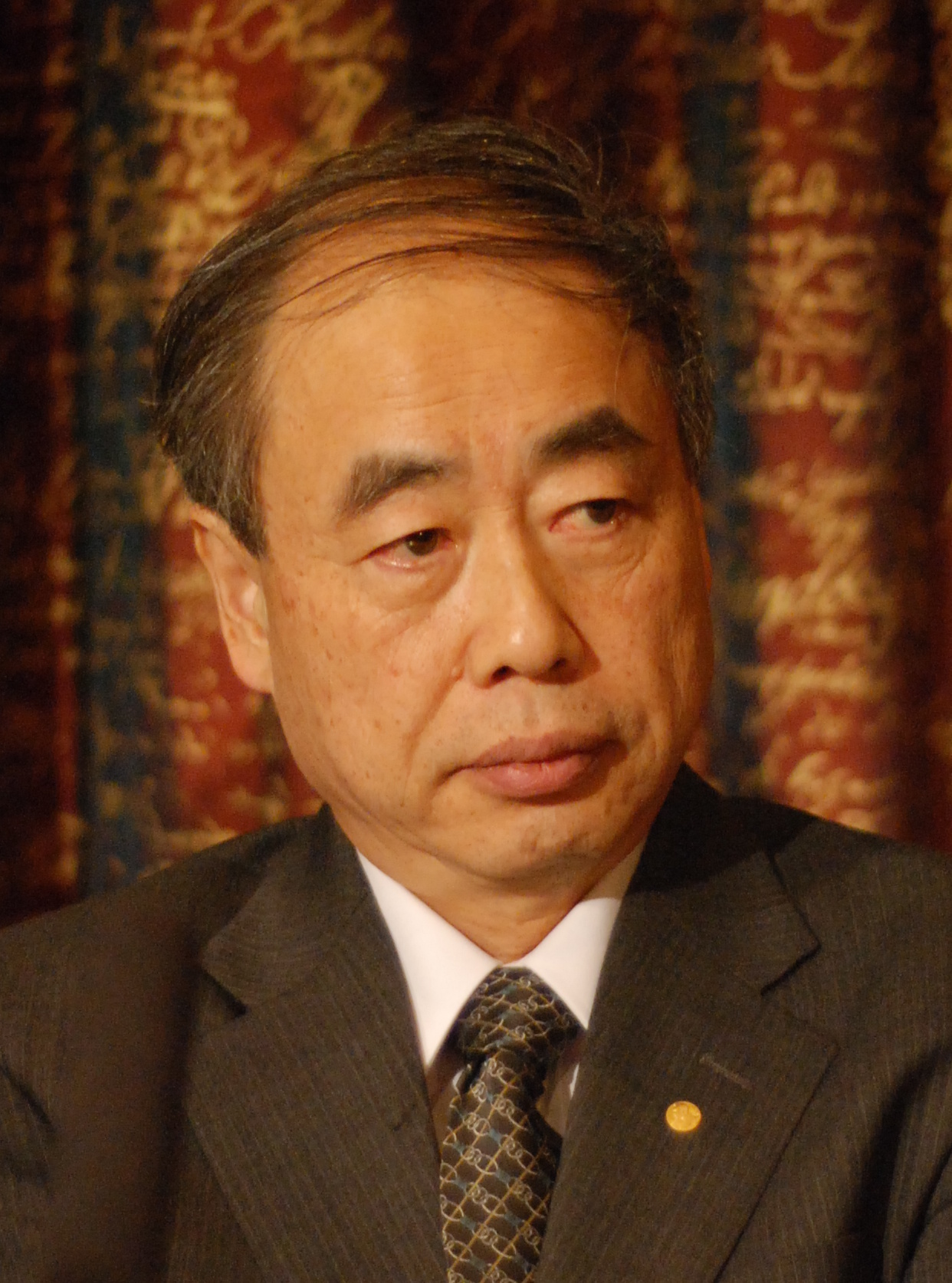
2010年、スウェーデン王立科学アカデミーにて

愛知県名古屋市出身。愛知県立明和高等学校卒業。幼くして父を亡くしたため、母方の伯父に当たる海部家に身を寄せ、従兄の海部俊樹らと共に暮らす。名古屋大学理学部にて坂田昌一らの指導を受ける。学位は理学博士（名古屋大学・1972年）。論文の題は 「軽粒子ハドロン散乱と流れ代数和則」。 卒業後は京都大学や高エネルギー物理学研究所（現・高エネルギー加速器研究機構）で理論物理学の研究を続けた。その業績により2001年に文化功労者に選ばれ、2008年には益川敏英、南部陽一郎と共にノーベル物理学賞を受賞した。

## 家族・親族
内閣総理大臣を務めた海部俊樹、天文学者の海部宣男、愛知トヨタ自動車元副社長の小野茂勝は従兄。海部俊樹は後に小林について「年下だったので、マー坊と呼んで可愛がった。男の子にしてはおとなしく、いつも部屋で難しげな本を読んでいた。思えばあのころから、天才に『突然変異』する芽があった」と語っている。

## 研究
素粒子理論を専門分野とし、彼の名が付けられたカビボ・小林・益川行列で知られる。
京都大学の助手であった1973年に、同僚の益川敏英と共にウィーク・ボゾンとクォークの弱い相互作用に関するカビボ・小林・益川行列 (CKM matrix) を導入した。

### 教科書への苦言
ノーベル物理学賞の受賞が決定した後の2008年10月10日に益川敏英と共に塩谷立文部科学大臣と面会し、小林は「検定教科書は必要最低限が書かれるが、これは読む気を失わせる、もっとストーリーが必要」と苦言を呈した。

### 略歴
- 1957年(昭和32年) - 名古屋市立山吹小学校卒業
- 1960年(昭和35年) - 名古屋市立冨士中学校卒業
- 1963年(昭和38年) - 愛知県立明和高等学校卒業
- 1967年(昭和42年) - 名古屋大学理学部物理学科卒業
- 1972年(昭和47年)
  - 3月 - 名古屋大学大学院理学研究科修了（理学博士）
  - 4月 - 京都大学理学部助手就任
- 1979年(昭和53年) - 高エネルギー物理学研究所（現・高エネルギー加速器研究機構）（KEK）助教授
- 1985年(昭和60年) - 高エネルギー物理学研究所（KEK）教授
- 2003年(平成15年) - 高エネルギー加速器研究機構（KEK）素粒子原子核研究所長
- 2004年(平成16年) - 大学共同利用機関法人高エネルギー加速器研究機構（KEK）理事
- 2006年(平成18年) - 高エネルギー加速器研究機構（KEK）名誉教授、財団法人国際高等研究所フェロー
- 2007年(平成19年) - 独立行政法人日本学術振興会理事
- 2008年(平成20年) - 名古屋大学特別招へい教授[11]、総合研究大学院大学名誉教授[12]
- 2009年(平成21年)
  - 高エネルギー加速器研究機構特別栄誉教授[13]
  - 独立行政法人日本学術振興会理事・学術システム研究センター所長
  - 名古屋大学特別教授
- 2010年(平成22年)
  - 名古屋大学素粒子宇宙起源研究機構（KMI）諮問委員会座長
  - 日本学士院会員
- 2016年(平成28年) - 横浜市立横浜サイエンスフロンティア高等学校 スーパーアドバイザー就任[14]
- 2018年(平成30年)
  - 4月 - 名古屋大学素粒子宇宙起源研究機構（KMI）機構長
- 2019年(平成31年・令和元年)
  - 名古屋市科学館の2代目名誉館長に就任[15]
  - 10月 - 名古屋大学素粒子宇宙起源研究機構が素粒子宇宙起源研究所に改組されたことにより、職名が機構長から所長に変更
- 2020年(令和2年)
  - 3月 - 名古屋大学素粒子宇宙起源研究所（KMI）所長退任
  - 4月 - 名古屋大学素粒子宇宙起源研究所（KMI）名誉所長

### 学術賞
- 1979年 - 第25回仁科記念賞
- 1985年
  - 日本学士院賞
  - アメリカ物理学会J・J・サクライ賞
- 1994年
  - 朝日賞[16]
  - 第48回中日文化賞[17]
- 2007年 - ヨーロッパ物理学会高エネルギー・素粒子物理学賞
- 2008年 - ノーベル物理学賞

### 栄典
- 2001年 - 文化功労者
- 2008年 - 文化勲章[18]

## 編著
- 『消えた反物質』 講談社ブルーバックス 	1997年
- 『いっしょに考えてみようや』（益川敏英共著） 朝日新聞出版 2009年
- 『宇宙はなぜ物質でできているのか 素粒子の謎とKEKの挑戦』 集英社 2021年